# Drevant
Drevant – miejscowość i gmina we Francji, w Regionie Centralnym, w departamencie Cher.
Według danych na rok 1990 gminę zamieszkiwały 533 osoby, a gęstość zaludnienia wynosiła 110 osób/km² (wśród 1842 gmin Regionu Centralnego Drevant plasuje się na 657. miejscu pod względem liczby ludności, natomiast pod względem powierzchni na miejscu 1368.).